# Лесная песня (балет)
«Лесная песня» (укр. Лісова пісня) — один из старейших украинских балетов, созданный в 1936 году. Балет в трёх действиях, 11 картинах композитора Михаила Скорульского по сценарию, написанному его дочерью, балериной Наталией Скорульской. В основе либретто — одноимённая драма-феерия великой украинской поэтессы Леси Украинки.
Также существует балет в трёх действиях «Лесная песня» композитора Г. Л. Жуковского. На сюжет произведения Л. Украинки сценарий написал Михаил Габович в 1960 году.

## История создания «Лесной песни» М. Скорульского
Авторы сценария поставили своей целью как можно более точно и полно передать содержание произведения Леси Украинки, воссоздать в музыке и хореографии эмоциональный колорит, сберечь основные образы и сюжетные ситуации, внутреннюю логику и последовательность драматургического развития, в котором реальное переплетается со сказочным. Однако, как и любое литературное сочинение, «Лесную песню» нельзя было «перевести» на музыкально-хореографический язык без надлежащего учёта законов балетного жанра. Отсюда возникли необходимые скоращения ряда эпизодов и наоборот — расширение других и даже введение новых (в частности, были сочинены сцены лесных гуляний и свадьба Килины и Лукаша). Так характеризует сценарную основу балета музыковед М. Загайкевич.
Музыка М. Скорульского, по словам М. Загайкевич, наделена эмоциональной наполненностью, сочными оркестровыми красками. Проникновенная мелодичность, лиризм, романтическая окрыленность — доминирующие свойства партитуры балета. В музыкальной ткани «Лесной песни» значительное место занимают народно-песенные мотивы. Большое внимание композитор уделил музыкальному фольклору Волыни (драма-феерия Леси Украинки основана на волынских повериях и легендах, народной фантазии, одушевляющей и мифологизирующей природу).
Балет «Лесная песня» был завершен М. Скорульским в 1936 году. Балет принял к постановке Киевский театр оперы и балета, однако к началу Великой Отечественной войны балет не был поставлен.

## Постановки «Лесной песни» М. Скорульского

### Киевский театр оперы и балета им. Т. Шевченко

Программка к классической постановке балета «Лесная песня» М. Скорульского в хореографии В. Вронского (1958), оформлении А. Волненко. Издание Национальной оперы Украины, 2009. Мавка — Анна Дорош, народная артистка Украины, Лукаш — Максим Чепик, заслуженный артист Украины

Премьера «Лесной песни» М. Скорульского состоялась в феврале 1946 года или 2 марта 1946 года в Киевском театре оперы и балета им. Т. Г. Шевченко (ныне — Национальная опера Украины имени Т. Г. Шевченко).
Первопрочтение балета осуществили балетмейстер Сергей Сергеев, дирижёр-постановщик Борис Чистяков, художник А. Хвостенко-Хвостов. Первые исполнители: Мавка — Антонина Васильева, Лукаш — Александр Бердовский, Перелесник — Анатолий Белов, Килина — Валентина Шехтман, Русалка водяная — Наталия Скорульская, Русалка полевая — Евгения Ершова, Тот, кто плотины рвет — Николай Апухтин.
26 мая 1958 года — премьера новой хореографической версии балета М. Скорульского в Киевском театре оперы и балета им. Т. Г. Шевченко.
Балетмейстер Вахтанг Вронский, при участии Наталии Скорульской, дирижёр — Борис Чистяков, художник-постановщик — Анатолий Волненко. Первые исполнители: Мавка — Евгения Ершова, Лукаш — Николай Апухтин, Перелесник — А. А. Белов, Килина, Русалка полевая — Р. Еницкая, Тот, кто плотины рвёт — Фёдор Баклан. Балетовед Лидия Долохова среди первых исполнителей в постановке В. Вронского 1958 года называет: Мавка — Алла Гавриленко, Евгения Ершова, Елена Потапова, Лукаш — Николай Апухтин, Роберт Клявин, Перелесник — Анатолий Белов, Фёдор Баклан, Русалка водяная — Алла (Розалия) Минчин, Килина — Валерия Ферро.
По оценке украинского историка балета Ю. Станишевского второе сценическое рождение «Лесной песни» — «положило начало качественно нового этапа в развитии украинского балетного театра». Постановка была «дважды с огромным успехом показана в Москве — в ноябре 1960 года на сцене Большого театра СССР во время Третьей декады украинской литературы и искусства и в декабре 1962 года на сцене Кремлёвского дворца съездов в дни триумфальных гастролей киевского оперно-балетного коллектива». Постановка «Лесной песни» вошла в золотой фонд достижений театра. Единодушное одобрение получило оформление художника А. Волненко, поэтично воспроизводившее красоту природы Волыни и причудливый мир фантастических сцен балета. Большой и длительный успех постановки В. Вронского привлек внимание к «Лесной песне» и других балетных коллективов.
В Киевском театре оперы и балета четыре раза возобновляли постановку В. Вронского:
1972 — балетмейстер Н. Скорульская
1986 — балетмейстер В. П. Ковтун
1991 — балетмейстер В. В. Литвинов.
На основе этого возобновления «Лесной песни» в хореографии В. Вронского Японская вещательная корпорация в 1991 году сняла видеофильм «Лесная песня».
4 апреля 2000 года — балетмейстер возобновления В. В. Литвинов. Сценограф — Мария Левитская, художник по костюмам — Наталья Кучеря, балетмейстеры-репетиторы — Варвара Потапова и Николай Прядченко, дирижёры Владимир Кожухарь и Аллин Власенко.

«Вдохновенный балет, рожденный на этой сцене почти полстолетия назад, стал классикой национального музыкально-театрального искусства, школой актёрского мастерства для нескольких поколений киевских солистов, своеобразной визитной карточкой столичного театра. С огромным успехом он неоднократно демонстрировался во многих странах, в частности в России, Румынии, Японии и США.

Премьера 2000 года превратилась в настоящий праздник. Спектакль выдающегося балетмейстера В. Вронского во всей своей красе возвратился на столичную сцену и заиграл свежими пластическими красками. Массовые сцены, исполненные эмоционального напряжения, трогательные лирические дуэты лесной Мавки, чей проникновенный танцевальный образ создала виртуозная, экспрессивная А. Дорош, и влюбленного мечтателя Лукаша, с искренней взволнованностью воссозданного прекрасным танцовщиком М. Чепиком, колоритные, расцвеченные фольклорно-этнографическими красками народные эпизоды на свадьбе Лукаша и Килины, романтичные кордебалетные композиции — все это, органично объединенное гуманистическими идеями гениальной поэтессы, было соткано в гармоничное, многоплановое, художественно целостное хореографическое полотно»— Юрий Станишевский, "Украинский балетный театр: история и современность"
В 2010 году новый театральный сезон Национальная опера Украины открыла балетом «Лесная песня», в котором в партии Лукаша впервые выступил премьер Королевского балета Великобритании Иван Путров.

### Донецкий театр оперы и балета
1961 — балетмейстер Н. М. Скорульская перенесла киевскую версию балета «Лесная песня» на сцену Донецкого театра оперы и балета, произведя некоторые изменения в массовых композициях и сольных партиях.
28 ноября 2010 года — новая постановка балета М. Скорульского «Лесная песня» в 3-х действиях. Либретто Н. Скорульской по мотивам одноимённой драмы-феерии Л. Украинки. Хореограф-постановщик и художник по костюмам — народная артистка Украины Евгения Хасянова, дирижёр-постановщик — Виктор Олейник, художник-сценограф — Сергей Спевякин.

### Одесский театр оперы и балета
1962 — балетмейстер Н. Трегубов, опираясь на образное решение своего киевского коллеги, воплотил партитуру М. Скорульского на сцене Одесского театра оперы и балета.

### Рижский театр оперы и балета
1963 — Балетмейстер В. Вронский. Лукаш — Джон Марковский.

### Харьковский театр оперы и балета им. Н. В. Лысенко
1971 — молодой харьковский балетмейстер А. Пантыкин представил собственное пластическое видение «Лесной песни», придав хореографической лексике партий главных героев подчеркнутую экспрессивность и драматизм.

## Выдающиеся исполнители в балете М. Скорульского
Первой создательницей образа Мавки в хореографическом первопрочтении балета М. Скорульского в 1946 году балетмейстером С. Н. Сергеевым в Киевском театре оперы и балета стала Антонина Васильева.
О постановке В. Вронского 1958 года в Киевском театре оперы и балета доктор искусствоведения М. Загайкевич пишет, что «за долгую сценическую историю балета, который вошел в золотой фонд украинской музыкальной культуры, ведущие партии в нем исполнили лучшие украинские танцовщики: Евгения Ершова, Елена Потапова, Алла Гавриленко, Ираида Лукашова, Татьяна Таякина, Раиса Хилько, Людмила Сморгачёва, Николай Апухтин, Анатолий Белов, Геннадий Баукин, Роберт Клявин, Веанир Круглов, Валерий Ковтун,Сергей Лукин, Валерий Парсегов, Николай Прядченко и другие».
Высшим художественным достижением постановки «Лесной песни» Н. М. Скорульской в 1961 году в Донецком театре оперы и балета историк балета Ю. Станишевский называет «глубоко лиричный образ Мавки, созданный Е. Горчаковой».
В Одесском театре оперы и балета в постановке балетмейстера Н. Трегубова (1962) «в развёрнутых танцевальных картинах поэтично-сказочного зрелища особенно привлекали вдохновенные дуэты нежной Мавки (И. Михайличенко) и порывистого Лукаша (А. Середа)».
Заглавные партии в постановке «Лесной песни» В. Вронского в Риге в 1963 году "исполнили выдающиеся мастера латвийского балета В. Вилцынь (Мавка) и Х. Ритенберг (Лукаш).
В постановке Харьковского театра оперы и балета (1971, балетмейстер А. Пантыкин) в образах Мавки и Лукаша по-новому раскрылись дарования Светланы Колывановой и Теодора Попеску.

## Постановка «Лесной песни» Г. Жуковского
Премьера состоялась 2 мая 1961 года в Большом театре, Москва.
Балетмейстеры-постановщики — Ольга Тарасова, Александр Лапаури, дирижёр — Б. И. Чистяков, художник — А. П. Васильев.
Первые исполнители: Мавка — Раиса Стручкова, Екатерина Максимова, Лукаш — Геннадий Ледях, Владимир Васильев.

## Действующие лица в балете М. Скорульского
- Мавка
- Лукаш
- Перелесник
- Тот, кто плотины рвёт
- Русалка водяная
- Куць
- Килина
- Русалка полевая
- Водяной
- Дядя Лев
- Лесовик
- Мама Лукаша
- Лукашик, сын Килины
- Потерчата

## Краткое содержание балета М. Скорульского

#### Действие первое
Ранняя весна. Древний густой лес на Волыни, озеро, зеленеет первый ряст. На лесную поляну выбежал Тот, кто плотины рвет и закружил в стремительном танце с Русалкой водяной, дочерью старого Водяного, уговаривая её убежать с ним. Просыпается сердитый Водяной и прогоняет соблазнителя, а непослушную Русалку забирает на дно.
В лес пришли дядя Лев с Лукашом. Норовистая водяная Русалка хочет их защекотать, но Лесовик не позволяет. Просыпается от зимнего сна лесная Мавка. Как солнечный лучик она танцует на поляне, зачарованная мелодией весны, которую вдалеке играет Лукаш на свирели. Мавка внезапно появляется перед юношей в то мгновение, когда он хочет надрезать ножом берёзу. Мавка просит Лукаша не губить её сестру. Лукаш очарован Мавкой, но его зовет дядя Лев.
Из леса вылетает на поляну полыхающий огнём Перелесник, он хочет обнять Мавку, но она от него убегает. Дядя Лев с племянником вновь появляются на лесной поляне, у костра дядя Лев засыпает. Когда озорная Русалка и лесной чёртик Куць заманивают Лукаша в болото, Мавка спасает юношу. Дядя Лев благодарит Мавку, и уводит с собой племянника. Мавку пытаются развлечь своими танцами русалки и лесные черти. Мавка переполнена неведомыми ей до тех пор чувствами и уходит вслед за Лукашом.

#### Действие второе
Позднее лето. На лесной поляне Лукаш построил себе хату. Но не по нраву матери Лукаша неприспособленная к работе по хозяйству невестка. Наказывает мать Лукаша Мавке жать жито, а сама приводит из села проворную и бойкую молодую вдову Килину. Только Мавка взмахивает серпом, из жита появляется её сестрица Русалка полевая и уговаривает пожалеть её. Мавка соглашается и ранит свою руку, чтоб оправдаться перед матерью Лукаша. Увидев, что работа не сделана, та поручает жатву Килине, Лукаш помогает молодице вязать снопы. Килина затевает игру с Лукашом и быстро увлекает его. Лукаш забывает Мавку. Мавка возвращается к своим лесным друзьям, но не может забыть Лукаша. Налетает Перелесник и кружит Мавку в танце. Внезапно появляется Тот, кто в скале сидит и зовет к себе Мавку. Все убегают прочь. Мавка встречает Лукаша, но он отталкивает её: Лукаш просватал Килину. В поисках забытья Мавка бросается в объятия Того, кто в скале сидит.
В селе празднуют свадьбу Килины и Лукаша. Когда сельчане провожают молодых в их хату, Лукашу вдруг видится на пороге печальный образ Мавки, и его охватывает отчаянье от своего предательства. Покинув Килину и гостей, он убегает в лес.

#### Действие третье
Поздняя осень. Лесные жители мстят Лукашу за предательство Мавки. Он теряет разум. Куць приводит к хате Лукаша злыдней. Чудодейственной силой своего чувства Мавка освобождается из скалы и приходит к Лукашу. Увидев Мавку, Лукаш от стыда бросается прочь. Мавка ждет Лукаша возле его хаты.
Килина и мать Лукаша ссорятся. Килина замечает Мавку и заклинает её. Мавка превращается в вербу. Появляется Лукаш с помутненным рассудком. Сын Килины вырезает из вербы дудку и просит Лукаша сыграть ему. Раздается мелодия, которую Лукаш когда-то играл для Мавки. Разгневанная Килина уговаривает Лукаша срубить вербу, но тот не может поднять на неё руку. Килина сама берется за топор, однако появляется Перелесник и охватывает вербу огнём. От вербы огонь переходит на хату, мать Лукаша и Килина еле успевают спасти пожитки, а вместе с ними выносят злыдней. Они уходят в село, а Лукаш остается в лесу, играя песню своей потерянной любви.
Зимней холодной ночью к тоскующему Лукашу приходит бесплотная тень Мавки. Неподвластная физической смерти сила их чувства возрождается в музыке, воплощаясь как извечная мелодия весны и любви. Мелодия, которой Мавка отдала своё тело, а Лукаш дал ей душу. Невесомая белоснежная тень Мавки приносит Лукашу прощение и исчезает. Светает, вокруг Лукаша кружат холодные снежинки.

#### Эпилог
И вновь природа возрождается к жизни. В цветущем весеннем лесу Лукашик играет мелодию, которую Лукаш когда-то играл для Мавки.